# Comitê Conjunto de Vacinação e Imunização
O Comitê Conjunto de Vacinação e Imunização ( JCVI ) é um comitê consultivo de especialistas independentes que assessora os departamentos de saúde do Reino Unido sobre imunização, fazendo recomendações sobre calendários de vacinação e segurança e estudos de diversos tipos de vacina. Tem uma função estatutária na Inglaterra e no País de Gales, e os departamentos de saúde da Escócia e da Irlanda do Norte,  podem optar ou não por aceitar seus conselhos.

## História
A comissão foi criada em 1963, tendo sido até então um conselho consultivo para a imunização contra a poliomielite .  Ganhou o estatuto de Comité Consultivo Permanente sobre Vacinação e Imunização, um organismo público não departamental  aconselha o Secretário de Estado dos Serviços Sociais e o Secretário de Estado do País de Gales, no âmbito do Serviço Nacional de Saúde (Consultivo Permanente Comitês) Ordem de 1981. 
Desde a devolução dos poderes do governo ao País de Gales, o JCVI continua a aconselhar os ministros galeses.  Para a Inglaterra, os Regulamentos de Proteção à Saúde (Vacinação) de 2009 exigem que o Secretário de Estado da Saúde implemente as recomendações do comitê em relação aos programas nacionais de imunização.  O comitê não tem função estatutária na Escócia ou na Irlanda do Norte,  embora o Parlamento Escocês receba o parecer do JCVI porque não formou um órgão alternativo. Em 2015, uma petição foi apresentada ao Parlamento Escocês para se afastar do conselho da JCVI porque o peticionário considerou que o presidente da JCVI não estava observando os Princípios de Nolan . peticionário contatou Nicola Sturgeon durante seu tempo como Ministra da Saúde, e nove anos depois decidiu fazer uma petição como último recurso para sua proposta de formar um órgão "semelhante, senão igual ao modelo da Noruega". 
Após a revisão do governo dos órgãos públicos concluída em 2012, o JCVI foi reconstituído como um comitê de especialistas departamentais, embora seu status estatutário sob a ordem de 1981 continue. 

## Funções e responsabilidades
O JCVI tem a responsabilidade de fornecer conselhos e recomendações de alta qualidade e ponderados aos Ministros da Saúde do Reino Unido. Isso inclui dar conselhos sobre recomendações sobre assuntos de natureza 'rotineira' e também sobre quaisquer assuntos específicos ou especiais que os Ministros possam solicitar. Ao formular qualquer conselho e recomendação, o Comitê deve levar em consideração a necessidade e o impacto das vacinas, a qualidade das vacinas e as estratégias para assegurar que seu maior benefício para a saúde pública possa ser obtido com o uso mais apropriado das vacinas. [ citação necessária ]
Os membros do JCVI se reúnem e apresentam relatórios como um Comitê, geralmente três vezes por ano. Suas recomendações, conforme aceitas pelos Secretários de Estado, são publicadas em "Imunização contra doenças infecciosas", comumente referido como "Livro Verde", que fornece orientações aos médicos,  e também por outras vias conforme necessário (por exemplo, o Cartas do Diretor Médico ). 

## Associação
Em junho de 2018, a cadeira JCVI foi o Professor Andrew Pollard do Oxford Vaccine Group no Departamento de Pediatria da Universidade de Oxford . 
O presidente do subcomitê COVID-19 é Wei Shen Lim , um consultor médico respiratório e professor honorário de medicina do Nottingham University Hospitals NHS Trust . 
Os nomes e afiliações dos membros atuais são publicados online  embora o ano de nomeação não seja mencionado. De acordo com o código de prática publicado,  nomeações duram normalmente três anos. De acordo com o Código de Prática emitido pelo Comissário para Nomeações Públicas , os membros não podem servir no Comitê por mais de 10 anos.
Um presidente anterior, Andrew Hall, foi nomeado Knight Bachelor nas homenagens de aniversário de 2013 . 

## Trabalho notável

### Posição no MMR (1988 em diante)
O JCVI "expressou preocupação" em dar vacinas triplas a crianças com histórico pessoal ou familiar de convulsões , mas considerou apropriado prosseguir com a introdução planejada da vacina MMR em outubro de 1988, incluindo dois produtos contendo a cepa Urabe. Após o início do programa de imunização em massa com MMR, evidências adicionais de que a cepa estava associada à meningite viral surgiram em vários países e, em 1990, muitos haviam retirado os produtos que a continham.  Em novembro de 1992, foi retirado no Reino Unido, após a publicação de uma pesquisa patrocinada pelo governo que confirmou uma alta incidência de meningite leve transitória. Desde então, órgãos governamentais têm agido para impedir a importação de vacinas isoladas contendo essa cepa. 
No final de 2000, Andrew Wakefield publicou o que ele disse serem suas preocupações no jornal Adverso Drug Reactions and Toxicological Reviews , com base em sua interpretação dos primeiros estudos de MMR - nenhum dos quais foi realmente crítico em relação à vacina. O artigo foi revisado em janeiro de 2001 pelo JCVI, que rejeitou inequivocamente as alegações de Wakefield, com agências governamentais publicando uma refutação detalhada.  Em 2010, Wakefield foi rejeitado pelo General Medical Council por fabricar resultados e não declarar interesse financeiro na importação de vacinas de cepa única. 

### Posição no timerosal (2001)
Como é o caso nos Estados Unidos e em muitos outros países, o aditivo timerosal à base de mercúrio , anteriormente considerado necessário para frascos multidoses de vacinas, como a vacina DPT , foi em grande parte eliminado. De acordo com o JCVI, foi demonstrado que a quantidade de mercúrio no sangue de crianças que receberam vacinas contendo timerosal está bem abaixo dos níveis que podem estar "associados a quaisquer efeitos tóxicos". Os relatórios analisados pelo JCVI afirmam que a exposição ao mercúrio no programa de imunização do Reino Unido foi baixa. No entanto, em 2001, a JCVI endossou recomendações para remover o conservante, afirmando: "embora não haja evidências de toxicidade, como medida de precaução, o tiomersal deve ser eliminado gradualmente ao longo do tempo ...". 

### Vacinas COVID-19 (2020-21)
A última publicação da presidente da JVCI coloca em andamento o debate sobre vacinação de crianças nestes termos: 
"Em resumo, o caso de vacinar todas as crianças saudáveis contra COVID-19 é mais difícil do que para adultos, pois o equilíbrio entre riscos e benefícios é mais matizado. Se COVID-19 permanecer uma doença geralmente leve em crianças e em adultos vacinados, pode não ser necessário vacinar todas as crianças. 90 108Além disso, é importante considerar as diferentes faixas etárias separadamente; é provável que o equilíbrio entre risco e benefício da vacinação seja diferente entre bebês, crianças pequenas e adolescentes. As crianças com menos de 5 anos de idade provavelmente precisarão de consideração separada para aquelas de 5 a 11 anos de idade. O monitoramento contínuo da gravidade da doença em todas as faixas etárias é crucial. Se uma variante preocupante surgir com gravidade aumentada em crianças (como é, por exemplo, o caso do coronavírus relacionado à síndrome respiratória do Oriente Médio), isso alteraria a equação risco-benefício. 90 Em LMICs, onde a carga de COVID-19 é maior na população pediátrica como resultado de comorbidades, pode haver um limite inferior para vacinar crianças. Um esquema de dose única (como agora recomendado no Reino Unido e na Noruega) 109 110ou uma vacina de dose reduzida pode ser uma opção para essa faixa etária; isso também pode reduzir o risco de miocardite com a segunda dose de vacinas de mRNA. Embora a vacinação em massa de COVID-19 de todas as idades, incluindo crianças menores de 12 anos, possa se tornar a abordagem geral globalmente no futuro, parece sensato no momento pesar os riscos e benefícios com cautela e proceder com cuidado."  
Durante a pandemia COVID-19 , no outono de 2020, o comitê aconselhou o recém-formado Grupo de Trabalho de Vacinas sobre os grupos de pessoas que deveriam ser priorizados para vacinação , levando em consideração as desigualdades na saúde .  Seus conselhos foram refinados em dezembro daquele ano. 
Em 6 de abril de 2021, Maggie Wearmouth da JCVI disse "a título pessoal" que o lançamento da vacina deveria ser retardado "em pessoas mais jovens" para manter a confiança pública, após o comitê ter discutido as preocupações sobre uma possível ligação entre os A vacina Oxford – AstraZeneca e um tipo raro de coágulo sanguíneo. 
No dia seguinte, em uma conferência de imprensa, o JCVI declarou que "acredita que os jovens saudáveis com idade entre 18 a 29 devem ser oferecidos os Pfizer-Biontech ou Moderna vacinas em vez da AstraZeneca jab" por causa do risco de APVCs coágulos sanguíneos.  A conferência de imprensa foi oferecida pelo "presidente da JCVI" (sic) Wei Shen, que disse que "cada país tem que tomar sua própria decisão com base em sua própria população, a escala da pandemia, os valores de seu povo e a quantidade de vacinas. " O JCVI julgou as evidências de segurança da MHRA e da Public Health England ao tomar sua decisão. Adam Finn , um membro do JCVI, disse na BBC Breakfastque "era possível que doses da vacina Moderna pudessem ser reservadas para jovens ... Estamos vendo outra vacina chegando (Moderna), e mais vacinas estão chegando ao licenciamento, e eu sei que o Reino Unido fez contratos por um longo período variedade de vacinas diferentes. Com o passar do tempo, teremos muito mais flexibilidade sobre quem pode ser oferecido o quê. " 
O conselho atualizado do JCVI foi publicado em 13 de abril, afirmando que "é preferível para adultos com idade entre 18 e 29 anos sem condições de saúde subjacentes que os colocam em maior risco de doença COVID-19 grave, que seja oferecida uma alternativa ao AstraZeneca COVID Vacina contra 19, se disponível ".  Em 7 de maio, a faixa etária aplicável foi estendida para 18-39. 

### Para jovens
No final de julho de 2021, o JCVI aconselhou que todos os jovens de 16 e 17 anos de idade recebessem uma primeira dose da vacina Pfizer-BioNTech, com recomendação de que uma segunda dose fosse dada no futuro; este conselho foi publicado pelo governo em 4 de agosto.  Duas doses já estavam disponíveis para certas pessoas em risco com 16 anos ou mais. Aqueles com idades entre 12 e 15 anos com condições de saúde subjacentes específicas já eram elegíveis para duas doses da mesma vacina, e o novo conselho estendeu isso a crianças que são contatos domiciliares de pessoas imunossuprimidas. No entanto, JCVI era "da opinião de que os benefícios para a saúde da vacinação universal em crianças e jovens com idade inferior a 18 anos não superam os riscos potenciais."
Alguns analistas médicos levantaram preocupações de que o comitê não havia levado em consideração todos os riscos para as crianças, especialmente o COVID longo , e apontou que outros países - incluindo os Estados Unidos - estavam vacinando todas as pessoas com 12 anos ou mais.